# Glasewitz
Glasewitz – gmina w Niemczech, w kraju związkowym Meklemburgia-Pomorze Przednie, w powiecie Rostock, wchodzi w skład urzędu Güstrow-Land.

## Toponimia
Nazwa pochodzenia słowiańskiego, pierwotna połabska forma *Glazovici pochodzi od glaz „kamień, głaz”.